# Sorriso Eu Gosto no Pagode: Vol. 2
Sorriso Eu Gosto no Pagode: Vol. 2 é o décimo segundo álbum ao vivo do grupo de pagode Sorriso Maroto. Foi lançado em 19 de dezembro de 2024 pela Sony Music.
Gravado no dia 25 de setembro de 2024 no Caminho Niemeyer, em Niterói, Rio de Janeiro, é a continuação do projeto lançado no ano anterior, que apresenta regravações de grandes sucessos numa roda de samba em estilo Sunset. Neste segundo volume, o grupo presta uma homenagem às suas referências musicais regravando grandes clássicos do pagode na década de 1990 que fizeram parte de seu repertório no início da carreira. Lançada nas plataformas de streaming no dia 14 de novembro, o primeiro bloco foi dedicado à regravações de canções do Exaltasamba e teve a participação de Chrigor. O segundo bloco, com participação de Belo (que já havia estado presente no primeiro volume), foi dedicado à releituras de sucessos do Soweto, sendo lançado em 28 de novembro. Já em 19 de dezembro, o álbum completo foi lançado, com os dois blocos e quatro canções inéditas. As faixas e a íntegra do show também foram disponibilizados no YouTube.

## Lista de faixas
| Plataformas de streaming |                                                                 | |         |  |
| N.º                      | Título                                                          | Compositor(es) | Duração |  |
| 1.                       | "80 Anos"                                                       | Thales Lessa, Leo Souzza, Felipe Kef, Mateus Felix                                                                   | 2:43    |  |
| 2.                       | "Engole o Choro"                                                | Elizeu Henrique, Cleitinho Persona, Lucas Nage, Nagetta                                                              | 3:13    |  |
| 3.                       | "Pot-Pourri: 24 Horas de Amor / É Você" (part. Chrigor)         | Guaru, Rui; Délcio Luiz, Adalto Magalha                                                                              | 3:16    |  |
| 4.                       | "Pot-Pourri: Mega Star / Telegrama" (part. Chrigor)             | Leandro Lehart | 4:07    |  |
| 5.                       | "Pot-Pourri: Carona do Amor / Eu Choro"                         | Délcio Luiz, André Renato; Délcio Luiz, Pezinho                                                                      | 3:46    |  |
| 6.                       | "Pot-Pourri: Cartão Postal / A Carta"                           | Délcio Luiz, Carlito Cavalcante; Délcio Luiz, Aloysio Reis                                                           | 3:33    |  |
| 7.                       | "Pot-Pourri: 40 Graus de Amor / Diz Pra Mim"                    | Délcio Luiz, Pezinho; Julinho Santos, Neném Chama                                                                    | 3:26    |  |
| 8.                       | "Pot-Pourri: Pago Pra Ver / Beco Sem Saída / Desejo Contido"    | André Renato, Riquinho; Prateado, Carica, Luiz Cláudio Picolé; Charles André, Luiz Cláudio Picolé, Serginho Procópio | 4:31    |  |
| 9.                       | "Deus Falou Comigo"                                             | Cleitinho Persona, Elizeu Henrique                                                                                   | 2:29    |  |
| 10.                      | "Telefone Vagabundo"                                            | Marco Esteves, Shylton Fernandes, Vittinho no Beat                                                                   | 2:50    |  |
| 11.                      | "Pot-Pourri: Desafio / Amante, Amor, Amiga" (part. Belo)        | Délcio Luiz, Adalto Magalha; Prateado, Luiz Cláudio Picolé                                                           | 3:32    |  |
| 12.                      | "Pot-Pourri: Não Foi A Toa / Farol das Estrelas" (part. Belo)   | Altay Veloso, Délcio Luiz; Altay Veloso, Paulo César Feital                                                          | 3:22    |  |
| 13.                      | "Pot-Pourri: Tempo de Aprender / Tudo Fica Blue"                | Chiquinho dos Santos; Délcio Luiz, Carlito Cavalcante                                                                | 3:30    |  |
| 14.                      | "Pot-Pourri: Refém do Coração / Mundo de Oz"                    | Altay Veloso, Délcio Luiz; Claudinho de Oliveira                                                                     | 3:39    |  |
| 15.                      | "Pot-Pourri: Momentos / Búzios e Tarô"                          | Chiquinho dos Santos; Claudinho de Oliveira                                                                          | 3:22    |  |
| 16.                      | "Pot-Pourri: Entre a Cruz e a Espada / Preciso Te Amar / Vício" | Ademir Fogaça; Xande de Pilares, Mauro Jr.; Luiz Cláudio Picolé, Prateado                                            | 5:04    |  |
| Duração total:           | Duração total:                                                  | Duração total: | 56:32   |  |

#### Audiovisual
1. Engole o Choro
2. Telefone Vagabundo
3. Pot-Pourri: Carona do Amor / Eu Choro
4. Pot-Pourri: 24 Horas de Amor / É Você (part. Chrigor)
5. Pot-Pourri: Mega Star / Telegrama (part. Chrigor)
6. Pot-Pourri: Cartão Postal / A Carta
7. Pot-Pourri: Pago Pra Ver / Beco Sem Saída / Desejo Contido
8. Pot-Pourri: 40 Graus de Amor / Diz Pra Mim
9. Pot-Pourri: Desafio / Amante, Amor, Amiga (part. Belo)
10. Pot-Pourri: Não Foi A Toa / Farol das Estrelas (part. Belo)
11. Deus Falou Comigo
12. 80 Anos
13. Pot-Pourri: Refém do Coração / Mundo de Oz
14. Pot-Pourri: Tempo de Aprender / Tudo Fica Blue
15. Pot-Pourri: Momentos / Búzios e Tarô
16. Pot-Pourri: Entre a Cruz e a Espada / Preciso Te Amar / Vício